# تشغيل الصحراء (فلم)
تشغيل الصحراء (بالإنجليزية: Running the Sahara) هو فيلم وثائقي تم إنتاجه في الولايات المتحدة وصدر في سنة 2007.

## القصة
تدور احداث الفيلم حول محاولة فريق استكشاف دولي مكون من ثلاثة رجال الركض عبر الصحراء الكبرى بأكملها، قطعوا مسافة إجمالية 6920 كيلومترًا، ووصلوا إلى البحر الأحمر في 20 فبراير 2007.

## ممثلون
- راي زهاب
- تشارلي إنغل
- كيفن لين

## روابط خارجية
- مقالات تستعمل روابط فنية بلا صلة مع ويكي بيانات